# Paths, prints
Paths, prints is een studioalbum van Jan Garbarek. Nadat hij Evetyr kon opnemen met gitarist John Abercrombie, kon hij nu aan de slag met Bill Frisell. Het album is opgenomen in de Talent Studio onder leiding van Jan Erik Kongshaug.  

## Musici
- Jan Garbarek – tenorsaxofoon, sopraansaxofoon, fluit, percussie
- Bill Frisell – gitaar
- Eberhard Weber – bas
- Jon Christensen – slagwerk, percussie

## Muziek
| Nr. | Titel                 | Duur  |
| --- | --------------------- | ----- |
| 1.  | The path              | 7:11  |
| 2.  | Footprints            | 10:06 |
| 3.  | Kite dance            | 5:35  |
| 4.  | To B.E.               | 3:10  |
| 5.  | The move              | 6:39  |
| 6.  | Arc                   | 5:01  |
| 7.  | Considering the snail | 6:30  |
| 8.  | Still                 | 6:18  |